# Роберваль, Жиль
Жиль Персо́нн Роберва́ль (фр. Giles Personne de Roberval; 9 августа 1602[…], Ноэль-Сен-Мартен, Королевство Франция — 27 октября 1675[…], Париж, Королевство Франция) — французский математик, механик, астроном и физик, член Парижской АН (1666).

## Биография
Родился в августе 1602 года в деревне Роберваль близ города Бове. Его настоящее имя было Жиль Персонье или Персонн (Giles Personier или Personne), а псевдоним «Роберваль» происходит от названия деревни, где он родился. Познания в математике приобрёл путём самообразования. С 1628 г. — член кружка М. Мерсенна. Как и Декарт, наблюдал за осадой Ла-Рошели.
В 1631 году Роберваль был назначен на кафедру философии в коллеже Жерве (Gervais College) в Париже. В 1634 году он перешёл на кафедру математики в Коллеж-Руайяль (ныне — Коллеж де Франс) — открытом высшем учебном заведении Парижа, где преподавал механику. К занимающим эту должность предъявлялось требование: ставить математические проблемы и решать их; в случае, если кто-либо решит поставленную проблему лучше занимающего эту должность, должность переходит к «победителю». В соответствии с этим условием, Роберваль оставался на своей должности до своей смерти. Умер он в Париже 27 октября 1675 г.

## Научная деятельность
Работы Роберваля посвящены математике, механике, астрономии и физике. Занимался разработкой метода неделимых; с его помощью впервые вычислил (1634—1636 гг.) площадь циклоиды и определил объёмы производимых ею тел вращения. В конце 1630-х гг. Роберваль в связи с задачей определения площади циклоиды вычертил и опубликовал график синусоиды — первый график тригонометрической функции, появившийся в печати. Занимался также проблемами бесконечно малых, пределами, проблемой квадратуры круга и вычислением объёмов различных тел (для некоторых простых тел он изобрёл оригинальные методы вычисления объёмов). Но Роберваль потерял приоритет во многих своих методах, так как держал их для собственного использования.
Считается, что Роберваль первым рассмотрел такую кривую, как строфоида (которую он называл птероидой — от греч. πτερον ‘крыло’).
Широкую известность получил открытый Робервалем кинематический метод проведения касательной к кривой в произвольно заданной точке; в 1640 г. он опубликовал систематическое изложение данного метода и главнейших его применений. Метод содержал в себе элементы будущего дифференциального исчисления, но исходил из индивидуальных особенностей кривых и потому был недостаточно алгоритмичен.
Робервалем был написан «Трактат по механике», который не был опубликован и до нас не дошёл; однако общее представление о содержании трактата можно получить из материалов Роберваля, включённых М. Мерсенном в свой компилятивный труд «Всеобщая гармония» (1636). В данном трактате Роберваль осуществил систематизацию и завершение геометрической статики Стевина, причём положил в основу своего изложения статики положил два фундаментальных закона: закон равенства моментов сил и закон параллелограмма сил (у Роберваля последний закон получил намного более чёткую формулировку, чем у Стевина, и впервые рассматривался в качестве всеобщего закона статики).
Роберваль изобрёл ряд астрономических инструментов и так называемые весы Роберваля, впоследствии усовершенствованные Жозефом Беранже. В основе конструкции данных весов лежит шарнирный параллелограмм из четырёх жёстких стержней; две противоположные стороны параллелограмма закреплены — с помощью расположенных в их серединах неподвижных шарниров — так, что в любой конфигурации параллелограмма две оставшиеся его стороны остаются вертикальными. К этим вертикальным стержням под прямым углом жёстко присоединены ещё два стержня, к которым подвешивают два груза. Роберваль отмечает следующее (кажущееся парадоксальным) свойство данной механической системы: если веса грузов одинаковы, то они уравновешиваются при любом расположении точек подвеса; при этом доказательство этого утверждения он оставляет читателю.
Для современников Роберваля решение поставленной им задачи оказалось не по силам; первое правильное решение «парадокса Роберваля» методами геометрической статики дал лишь Л. Пуансо в своих «Началах статики» в 1804 году.
Роберваль и Декарт скептически относились друг к другу. Декарт критиковал методы, которые применяли Роберваль и Пьер Ферма. Роберваль отвечал на это критикой методов, которые вводил в геометрию Декарт.
Роберваль выступал в поддержку гелиоцентрической модели устройства солнечной системы Коперника и теории взаимного тяготения между материальными телами.